# During the Round-Up
During the Round-Up er en amerikansk stumfilm fra 1913.

## Medvirkende
- Frank Opperman
- Lillian Gish
- Henry B. Walthall
- William A. Carroll
- Fred Burns